# Ferdinand al IV-lea, Mare Duce de Toscana
Ferdinand al IV-lea, Mare Duce de Toscana (italiană Ferdinando IV, Granduca di Toscana; 10 iunie 1835 – 17 ianuarie 1908) a fost ultimul Mare Duce de Toscana din 1859 până în 1860. Casa de Habsburg-Lorena a continuat să dețină titlul de pretendent la tron până la sfârșitul Primului Război Mondial.

## Biografie

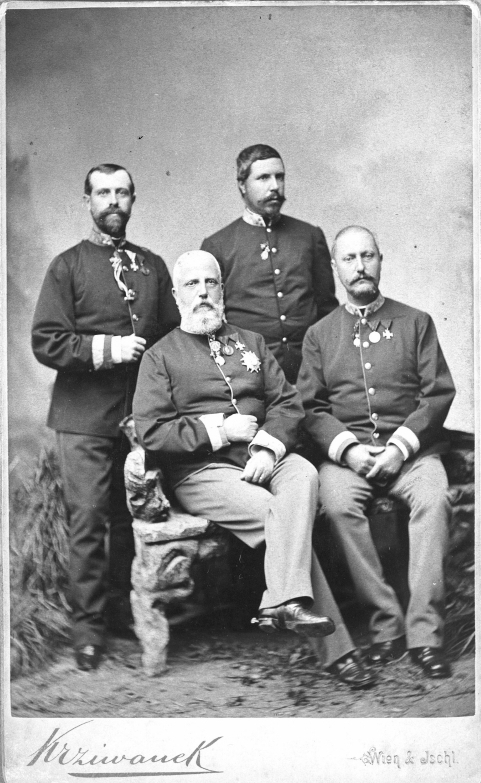
Ferdinand al IV-lea, Mare Duce de Toscana împreună cu frații săi: în picioare, de la stânga la dreapta: Arhiducele Johann Salvator (Orth) (1852-?1890), Ludwig Salvator (1847-1915); jos, de la stânga la dreapta: Ferdinand al IV-lea și Karl Salvator (1839–1892).

Născut la Florența, a fost al patrulea copil și primul fiu al lui Leopold al II-lea, Mare Duce de Toscana și a celei de-a doua soții, Prințesa Maria Antonia a celor Două Sicilii.
El și familia sa au fost obligați să părăsească Florența la 27 aprilie 1859 odată cu izbucnirea unei revoluții care a inspirat  izbucnirea unui război de către Franța și Sardinia-Piemont împotriva Austriei, război care a făcut parte din unificarea Italiei. Familia s-a refugiat în Austria. După sfârșitul războiului, Leopold al II-lea a abdicat la 21 iulie iar fiul său Ferdinand i-a succedat ca Mare Duce.
Ferdinand nu s-a putut întoarce la Florența pentru a cere tronul și Adunarea Națională a Toscanei l-a detronat după numai o lună, la 16 august. Ferdinand încă spera să-și recapete tronul deoarece atât Franța cât și Austria i-au promis să recunoască drepturile sale prin armistițiul de la Villafranca. Totuși nici o putere nu a fost dispusă să facă ceva pentru restaurarea lui. Regatul Sardiniei a anexat Toscana la 22 martie 1860 încheind speranțele lui Ferdinand de a obține tronul.
Ferdinand și-a petrecut restul vieții în exil în Austria. A murit la Salzburg în 1908.

## Familie și copii
S-a căsătorit prima dată la Dresda la 24 noiembrie 1856 cu Prințesa Anna de Saxonia (1836-1859), fiica regelui Ioan I de Saxonia. Împreună au avut doi copii:
- Arhiducesa Maria Antonietta Leopoldina Annunziata Anna Amalia Giuseppa Giovanna Immacolata Tecla (10 ianuarie 1858 - 13 aprilie 1883). A devenit stareță la mănăstrirea Theresia din Hradschin, Praga.
- O fiică născută și decedată în 1859

S-a recăsătorit la 11 ianuarie 1868 la Frohsdorf cu Prințesa "Alix" de Parma (1849-1935), fiica lui Carol al III-lea de Parma. Împreună au avut zece copii:
- Arhiducele Leopold Ferdinand, Prinț de Toscana (1868–1935). El a renunțat la titlurile lui la 29 decembrie 1902 și a luat numele de Leopold Wölfling. S-a căsătorit de trei ori.
- Arhiducesa Luise, Prințesă de Toscana (1870–1947)
- Arhiducele Josef Ferdinand, Prinț de Toscana (1872–1942). S-a căsătorit prima dată cu Rosa Kaltenbrunner și, după divorț, s-a recăsătorit cu Gertrud Tomanek, cu care a avut copiie. Ambele căsătorii au fost morganatice.
- Arhiducele Peter Ferdinand, Prinț de Toscana (1874–1948). S-a căsătorit cu Prințesa Maria Cristina de Bourbon-Două Sicilii și au avut copii.
- Arhiducele Heinrich Ferdinand Salvator, Prinț de Toscana (1878–1969). General major în armata austriacă. Căsătorit morganatic cu Maria Karoline Ludescher; au avut copii.
- Arhiducesa Anna Maria Theresia, Prințesă de Toscana (1879–1961). Căsătorită cu Johannes, Prinț de Hohenlohe-Bartenstein.
- Arhiducesa Margareta, Prințesă de Toscana (1881–1965)
- Arhiducesa Germana, Prințesă de Toscana (1884–1955)
- Arhiducele Robert Ferdinand Salvator, Prinț de Toscana (1885–1895)
- Arhiducesa Agnes Maria, Prințesă de Toscana (1891–1945)